# Morgantown (Indiana)
Morgantown – miasto w Stanach Zjednoczonych, w stanie Indiana, w hrabstwie Morgan.